# San Francisco de Campeche
Campeche (del maya: Kaanpech ‘Lugar de serpientes y garrapatas’), oficialmente llamada San Francisco de Campeche, es una ciudad mexicana, capital del estado de Campeche y cabecera del municipio de Campeche. Es una ciudad histórica fortificada ubicada a orillas del golfo de México, en la península de Yucatán. Es famosa por ser una de las pocas ciudades amuralladas de América. Conserva en excelente estado su patrimonio histórico, una de las razones por la que fue declarada Patrimonio Cultural de la Humanidad por la Unesco en 1999.
Como capital del estado, es sede de los poderes legislativo, ejecutivo y judicial. Alberga los principales centros educativos y culturales del estado, y, desde el plano económico, destaca como un importante centro turístico y comercial.

## Denominación
San Francisco de Campeche. Aunque durante buena parte del siglo XX, la ciudad fue conocida únicamente como Campeche e incluso brevemente bautizada como Campeche de Baranda por un decreto expedido el 16 de octubre de 1892, el nombre original de la Ciudad, que fue Villa hasta finales del siglo XVIII, fue San Francisco de Campeche. En efecto, el 1.º de octubre de 1777 el rey Carlos III firmó en San Ildefonso el otorgamiento oficial del título de Ciudad a la Villa que ya llevaba el nombre de San Francisco de Campeche.

"Yo, Don Carlos, por la gracia de Dios, Rey de Castilla, de León, de Aragón.... de Toledo, de Galicia.... de Gibraltar, de las Islas Canarias, de las Indias Orientales, Occidentales,..... (larga exposición de motivos) ...., otorgo el Título de Ciudad, para la Villa de San Francisco de Campeche en la Provincia de Yucatán"

La recuperación de este nombre obedece a la intención de reconocer el legado histórico y cultural de la capital del estado de Campeche.

### Toponimia

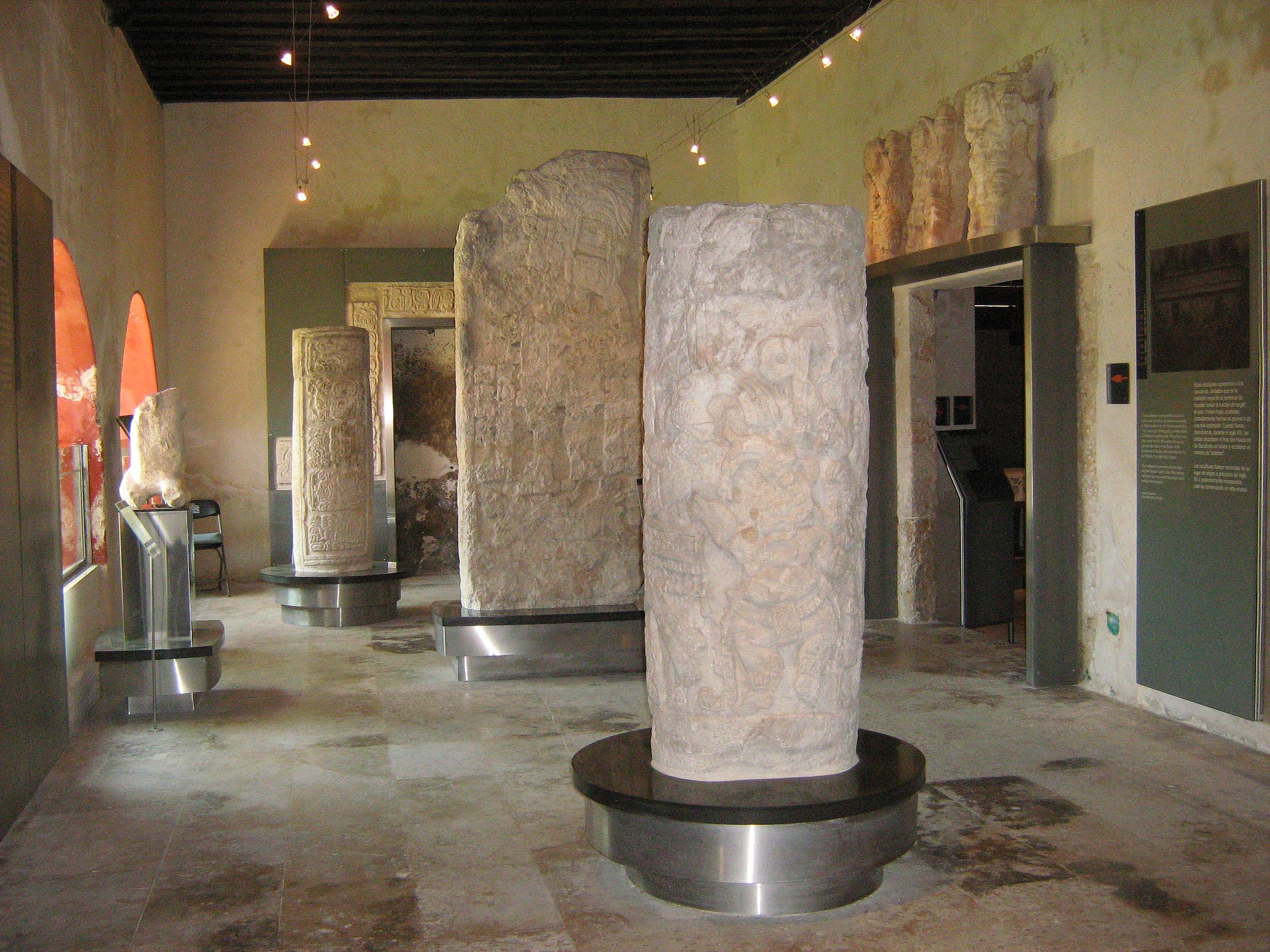
Estelas mayas en San Francisco de Campeche.

El poblado maya original se llamó KaanPeech (del maya: Kaan= culebra, Peech= garrapata, que se traduce: "lugar de serpientes y garrapatas").[cita requerida] Al llegar los españoles castellanizaron la pronunciación en "Campeche" y bautizaron el lugar con el nombre de Lázaro, por haber llegado un domingo de Lázaro. Luego fundarían la villa separada de la localidad maya a la cual se le denominó Salamanca y en 1540 cambió su nombre por el de Villa de San Francisco de Campeche.
De acuerdo con las ilustraciones de antiguos textos históricos de Campeche, su nombre podría deberse a que los nativos que encontraron los españoles, les dijeron que el sitio se llamaba Can Pech; este término literalmente significa "Serpiente - Garrapata" y se interpreta como el lugar donde se adoraba a la boa. (La boa es un reptil que acepta como parásito a la garrapata y en los monumentos mayas encontraron los españoles serpientes enormes).

### Escudo
El escudo de la ciudad está compuesto por cuatro cuarteles: dos con castillos en campo de gules y dos con galeones en campo de azur; todo el escudo está orlado con el cordón de San Francisco y la corona real, por servicios prestados.
Los cuarteles con fondo rojo representan la valentía de sus habitantes; este color es reflejo de la firmeza y honradez del carácter sus habitantes. Los cuarteles con fondo azul representan la lealtad y los buenos sentimientos. Los galeones hacen remembranza de los tiempos en que San Francisco de Campeche era un importante puerto marítimo mientras que las torres lo hacen a las murallas de la ciudad, y al poder de defensa del territorio.
Se le considera uno de los mejores y más expresivos concedidos por la Corona española en relación con la Nueva España. Habla por sí solo. Naves y castillos en armónica combinación heráldica, ceñidos por el cordón sanfranciscano. Imagen imperecedera del recinto amurallado y de su vocación de marinería.

## Historia

### Época prehispánica

División de las jurisdicciones mayas en el siglo XVI según Ralph Roys.

Aunque la ciudad no fue fundada sino hasta la conquista de México por los españoles, los mayas ocuparon la región desde el 900 d. C. La zona que comprende la actual ciudad de San Francisco de Campeche estuvo bajo el dominio de Edzná, antigua ciudad ubicada 61 km al suroeste de la actual ciudad, construida por un pueblo de origen chontal, los mayas itzáes, los mismos que edificaron Chichén-Itzá. Edzná alcanzó su esplendor hacia el año 1000 d. C.

#### Primeras expediciones

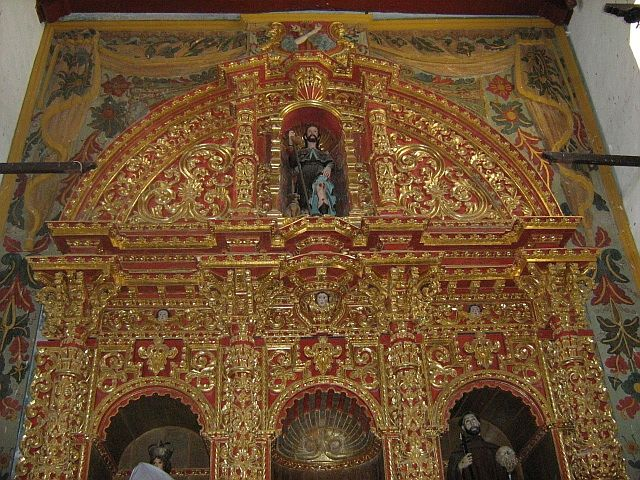
Retablo de la iglesia de San Francisquito, San Francisco de Campeche.

La primera expedición de los españoles que tocó las costas de Campeche fue comandada por Francisco Hernández de Córdoba en 1517. Esta partió de la isla de Cuba el 8 de febrero, tocó Isla Mujeres y Cabo Catoche los primeros días de marzo, prosiguió costeando la península y llegó a Campeche el domingo de San Lázaro 22 de marzo de 1517, motivo por el cual Hernández de Córdoba bautizó el lugar con ese nombre. Los naturales de Campeche recibieron bien a los españoles y les tocaban la barba y sus personas.
La crónica de Bernal Díaz del Castillo narra que pocos días después avistaron un poblado sembrado en la costa, desembarcaron cautelosamente y poniendo pie en tierra descubrieron "Can Pech". Este hecho tuvo lugar el domingo 22 de marzo de 1517. Necesitados de agua, los españoles desembarcaron con ayuda de bateles y se abastecieron en un pozo. Al acercarse los mayas, los españoles indicaron por medio de señas que venían en son de paz; el cacique de la región les preguntó si venían de donde sale el sol, mencionando la palabra "castilán". Los españoles, soprendidos ante esta palabra, respondieron afirmativamente, y cacique los invitó a su población, en donde se encendió copal. Por medio de señas, el Halach Winik indicó a los expedicionarios que debían abandonar el lugar antes de apagarse el fuego. Mientras tanto, fueron llegando guerreros al lugar. Por la experiencia de Cabo Catoche, los españoles prefirieron marcharse. (Serían sorprendidos por un viento de "norte" y con el mar agitado, perderían el agua abastecida, teniendo que desembarcar otra vez para su mala suerte en Chakán Putum donde acontecería la más fuerte batalla entre mayas y españoles).

#### Conquista
Una vez concluida la conquista de Tenochtitlán, Francisco de Montejo viajó a España donde solicitó a Carlos V permiso para conquistar la península de Yucatán. En 1526, la Corona española otorgó a Montejo el título de "Adelantado, gobernador, alguacil mayor y capitán general de Yucatán". Las conquistas de Champotón y Campeche, fueron parte de la Conquista de Yucatán, la cual se realizó en tres etapas.
En la primera etapa (1527 a 1529), Montejo incursionó por la costa oriental de la península con ayuda del capitán Alonso Dávila, a quién conocía desde la expedición de Cortés, pero fueron repelidos por los mayas.
En la segunda etapa (1530-1535), Montejo incursionó en el occidente, y logró fundar “Salamanca de Campeche” en 1531. Alonso Dávila fue enviado por Montejo a cruzar el sur la península y fundó Villa Real en Bacalar, pero esta posición tuvo que ser abandonada. El hijo de Montejo conocido como Montejo "el Mozo" es vencido en la ciudad real de Chichén Itzá hacia finales de 1534, por lo que en 1535 los españoles abandonan la península por cinco años.
Hacia 1540, “el Adelantado” asignó a Lorenzo de Godoy instalar la primera guarnición en San Pedro de Champotón, a la que mantuvieron con muchas dificultades, pues no contaban con gente ni soldados. Montejo "el Sobrino" ayudó a mantener la guarnición y le cambió el nombre por el de “Salamanca de Champotón”. “El Adelantado” llegó a Ciudad Real de Chiapa (San Cristóbal de las Casas), en 1540, y desde ahí giró instrucciones a Francisco Gil para quedar a cargo de la posición de Champotón y de esta manera “el Mozo” y “el Sobrino” comenzarían la avanzada hacia el norte.
Francisco de Montejo y León "el Mozo" estableció una nueva guarnición, como lo hiciera diez años antes su padre, el 4 de octubre de 1540; la llamó “San Francisco de Campeche” en honor de su padre. Esta incluía Chakán Putum, Can Pech y Ah Canul. El puerto sería una posición de gran importancia logística para continuar la conquista de la península.
El batab de la ciudad de Calkiní en la jurisdicción de Ah Canul de nombre Nachan Chan, detuvo brevemente el avance. Pero finalmente Montejo “el Sobrino”, pudo someterlo y avanzar a Tenabo, Hecelchakán, Calkiní, Pocboc hasta llegar a Maxcanú en la frontera de la jurisdicción de Chakán. Los aguerridos mayas se rebelarían el 11 de junio de 1541, día
de san Bernabé, dando lugar a una de las batallas más feroces de la conquista.
En 1546, cuando la conquista de Yucatán parecía haber terminado, “el Adelantado” y su esposa viajaron a San Francisco de Campeche a reunirse con su hijo “el Mozo” y “el Sobrino”. Los mayas se habían organizado en secreto, y la noche del 8 a 9 de noviembre (5 Cimi 19 Xul, muerte y final del calendario maya) estalló una gran rebelión. “El Mozo” y “el Sobrino” retomarían nuevamente las armas para “reconquistar” la península y someter las rebeliones un año más tarde.

### Época virreinal

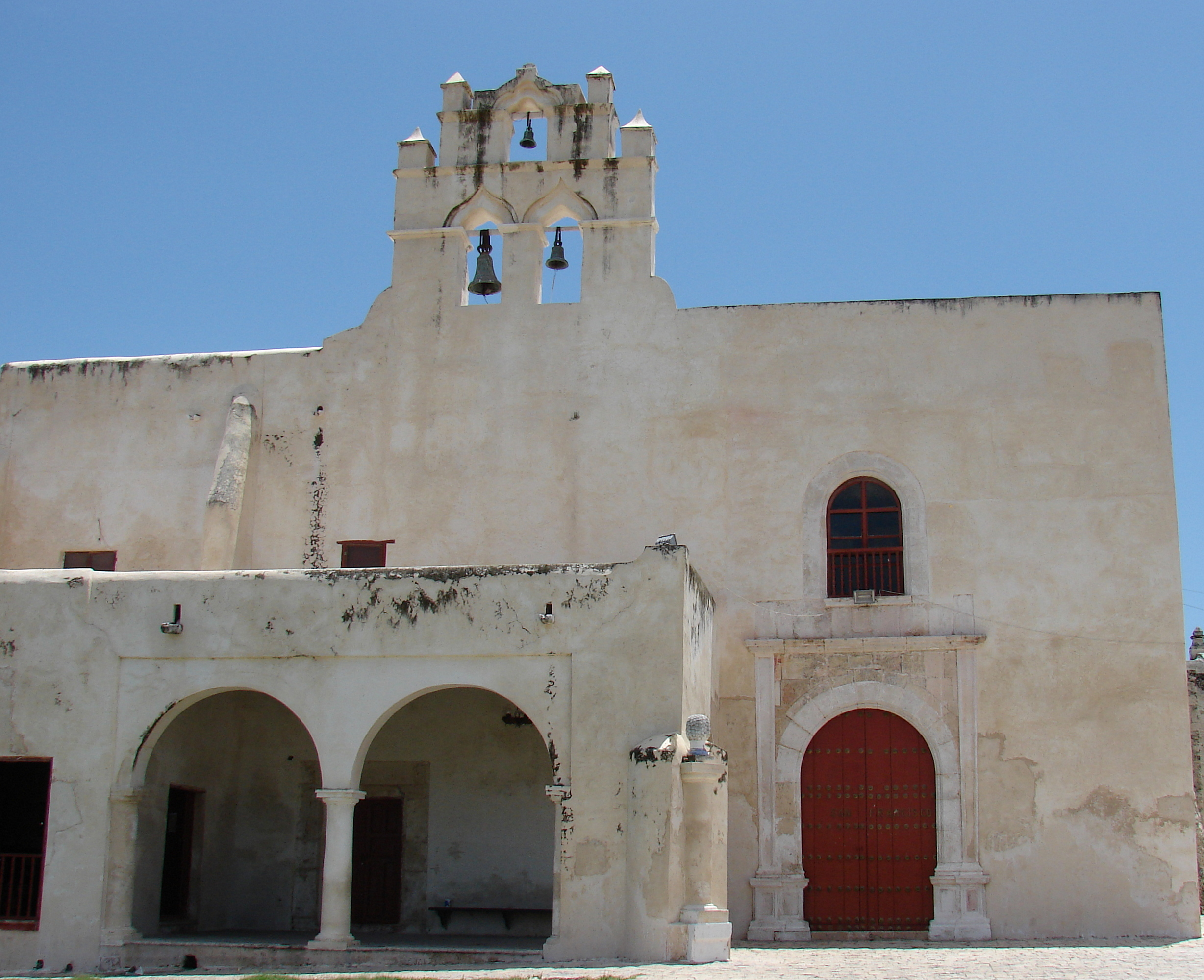
El Templo y Convento de San Francisco, de 1540, uno de los más antiguos de América, se construyó en el sitio donde se oficiaría la primera misa en la parte continental de México en 1517.

La villa de aquel entonces se edificó en torno a una plaza ocupada únicamente por la picota, una columna que servía como símbolo de poder y justicia española. Alrededor de la plaza se construyeron la parroquia de Nuestra Señora de la Purísima Concepción, la Audiencia y las casas de los conquistadores de rango más elevado. En torno a una plaza menor se construiría el mercado y se desarrollaría la vida comercial. La cárcel, el palacio municipal y la torre de defensa contra los ataques piráticos se construirían poco después.
La villa fundada por los españoles quedó un tanto apartada de la localidad maya. Los españoles hicieron su vida en torno a la plaza, en el actual barrio de San Román, mientras que los indígenas se agregaron en los antiguos asentamientos prehispánicos, actualmente los barrios de San Francisco y Siete de Agosto. Los naboríos, indígenas mexicas que llegaron con los conquistadores, ocuparon el barrio de San Román y la población de esclavos provenientes de África los barrios de Santa Ana y Santa Lucía.
El comercio marítimo condicionó el desarrollo de la villa, por lo que esta fue diseñada con un modelo renacentista: una traza regular en damero en torno a una plaza excéntrica que, según las ordenanzas de la Corona Española, debía servir para las fiestas y ceremonias, orientada en torno a su bahía.
Una vez establecido Francisco de Montejo y León "el Mozo" en la villa, la ciudad se convirtió en la base de operaciones para la conquista del resto de Yucatán (1542-1546) que llevó a la ocupación de Ichkanzihóo (Th'o), vieja ciudad de los Itzáes. entonces abandonada, donde se fundó la capital provincial, Mérida en 1542.
A la conquista "armada", siguió la conquista "ideológica, que consistió en la implantación de las creencias doctrinales europeas, particularmente la de la religión católica. La primera orden religiosa que arribó a Campeche fue la de los franciscanos, quienes llegaron a Campeche en 1535, pero tuvieron que retirarse por una serie de dificultades suscitadas tanto por indígenas como por los propios españoles, para regresar cinco años después de que Montejo se estableciera en Campeche, en 1540. A su regreso, iniciaron la construcción de un templo y convento dedicado a San Francisco cercano a la población maya, su fundador fue fray Luis de Villalpando.
La evangelización fue similar en toda Nueva España, los franciscanos no tuvieron mayor dificultad una vez vencidas la barrera del idioma, y fueron la única orden que llevó a cabo esta tarea en la provincia de San José, que era como se nombraba a la Península de Yucatán. Los evangelistas debieron superar ciertas dificultades, como las diferencias de una cultura comunitaria, como era la de los indígenas.
En 1542, el rey proclamó las llamadas Leyes Nuevas, que establecían la libertad de los indios como súbditos de la Corona. La esclavitud fue legalmente abolida, pero continuaría por otros medios. La encomienda sujetaba a un determinado número de pueblos a un español, a quien debían tributar en especie (cera, mantas de algodón) y trabajo. Los que no fueron encomendados quedaron bajo la jurisdicción real y recibieron el nombre de "pueblos de la Real Corona". Los indígenas tributarios de las encomiendas españolas, continuaron sufriendo un trato que era prácticamente de esclavitud. Los frailes de las distintas órdenes religiosas presentes lucharon por defender los derechos de los indígenas, preservar su libertad y limitar los abusos de los conquistadores. Gracias a ello, en 1547, Felipe II de España emitió una cédula real en favor de la libertad personal de los indígenas, y para cerciorarse de que sus intereses se cumplieran, creó una Alcaldía Mayor para la provincia de Yucatán.

#### Comercio y piratería

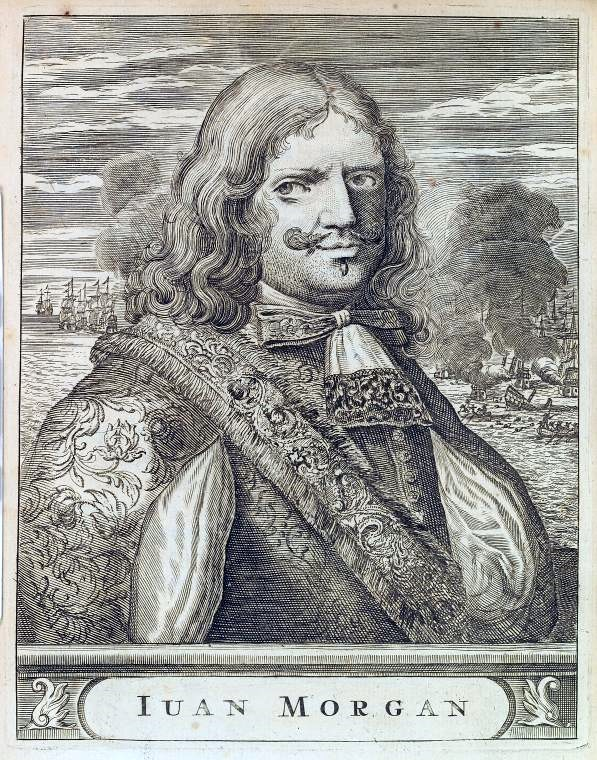
Sir Henry Morgan.

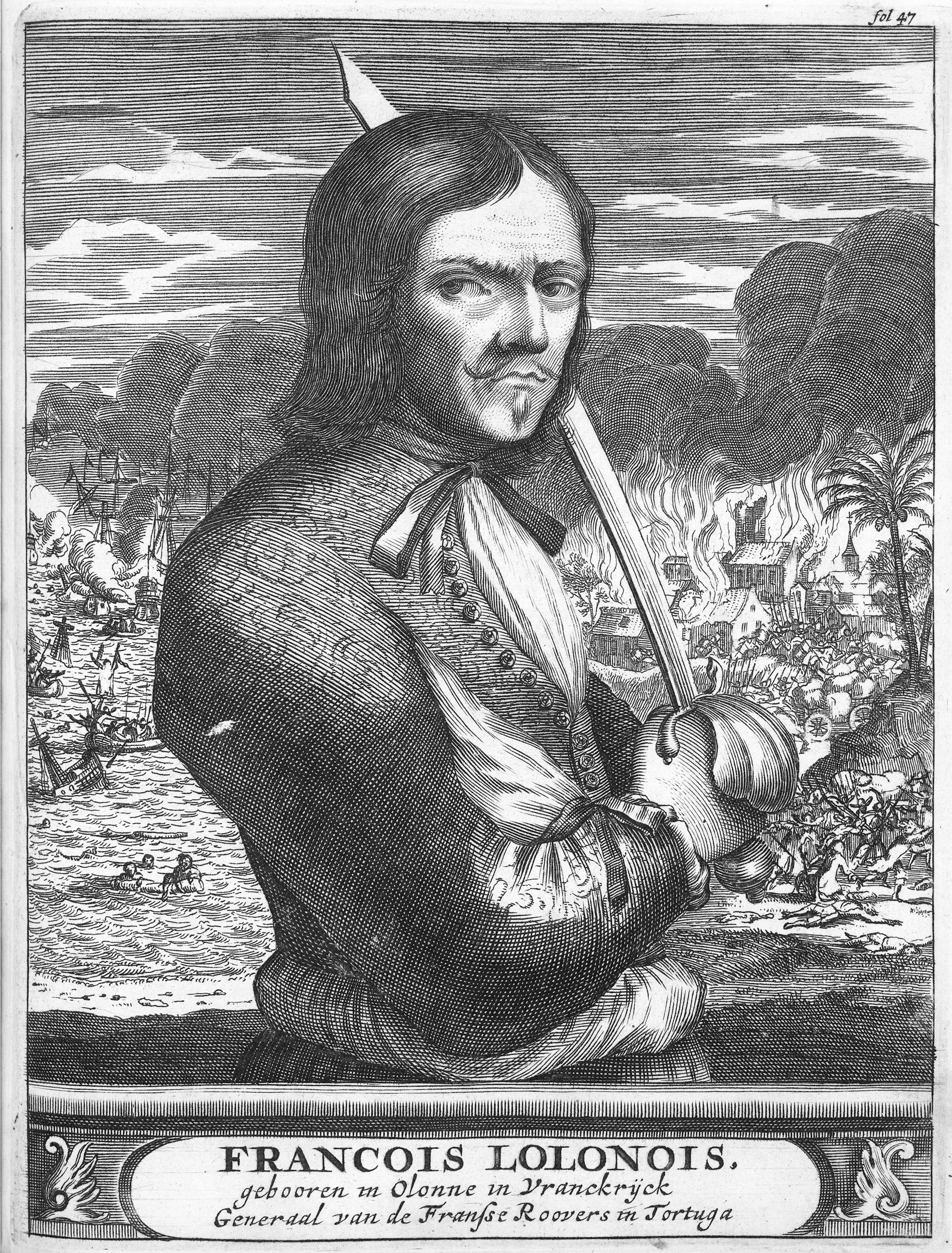
Jean David Nau alias El Olonés.

La posición de Campeche en el golfo de México la convirtió en el principal puerto de la península de Yucatán, destacando como punto de enlace con el extranjero, lo que permitió el auge económico y el crecimiento de la población. De ahí salieron desde tempranos tiempos virreinales cargamentos del llamado palo de Campeche, también conocido como "palo de tinte", producto autóctono de la región que daría lugar a grandes haciendas, entre las que se cuentan, Uayamón, Xanabchakán y Mucuychacán, por mencionar tres de ellas, y también de sal. El puerto de Campeche adquirió fama también por su industria de astilleros.
El monopolio comercial de España, implantado por la Casa de Contratación de Indias a sus dominios, que les prohibía comerciar incluso entre ellas y con otras naciones, propició prácticas ilegales como la piratería. Una de las medidas para frenarlas fue la promulgada en 1616 por el alcalde mayor de Yucatán Luis de Céspedes y Oviedo, que implicó la creación de una licencia sobre el corte y el comercio del palo de Campeche, así como nuevos impuestos. Esta primera medida fue insuficiente y contraproducente, pues lejos de abatir la piratería, la fomentó. En 1629, el Rey de España Felipe IV creó una armada guardacostas para proteger el comercio, pero esta medida tampoco dio los resultados esperados, como tampoco los dio la guarnición militar para proteger la ciudad que implantara el alcalde Centeno Maldonado. Las constantes presiones por parte de otras naciones europeas y las continuas revueltas en sus posiciones neerlandesas imposibilitaron la adopción de nuevas medidas en contra de la piratería, que continuaba en apogeo.
Entre los piratas más infames que atracaron en Campeche están John Hawkins, Francis Drake, Laurens de Graaf, Cornelius Jol, Jacobo Jackson, Michel de Grandmont, Bartolomé Portugués, William Parker, Jean David Nau, Edward Mansvelt, Henry Morgan, Lewis Scott, Roche Brasiliano y Jean Lafitte.

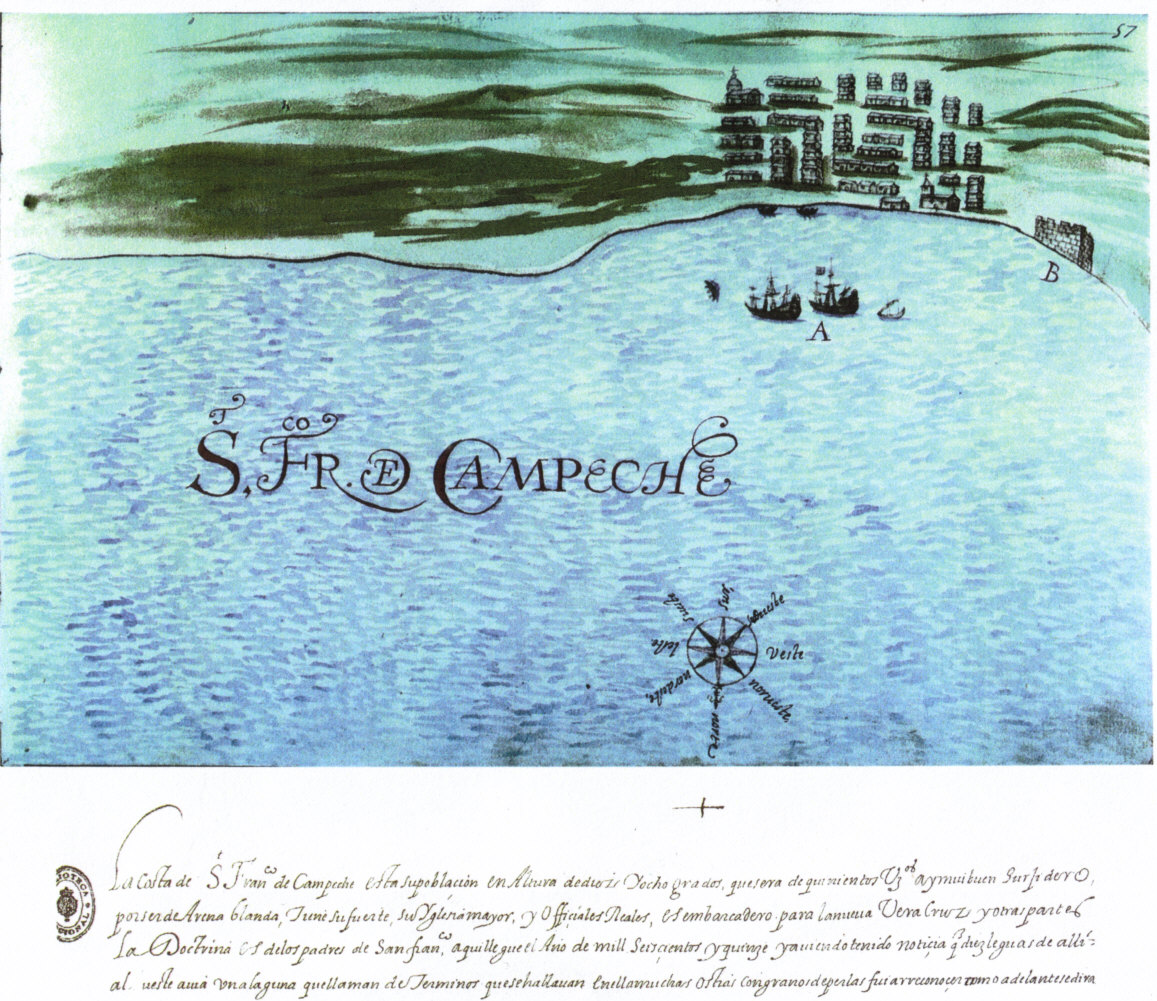
Carta naval de San Francisco de Campeche, original de Nicolás Cardona,, hacia 1620. Del Archivo de Indias, Sevilla, España.

El 27 de enero de 1661 se presentó en el puerto de San Francisco de Campeche una flotilla de filibusteros y, aunque no desembarcó, saqueó dos fragatas de comercio, bien cargadas, que apenas arribaron y luego se retiraron tranquilamente, sin ser perseguidos, pues ese día no hubo en la bahía barco armado capaz de darle caza. El jefe de esta expedición filibustera se llamó Henry Morgan.
Un pirata muy temido en la villa de Campeche fue Laurens de Graaf o Lorencillo, que era holandés y había servido al rey de España combatiendo a filibusteros. Pero luego se dedicó él también a la piratería. En 1685 atacó y tomó la villa de Campeche y otros veinte pueblos de la zona. Estuvo dos meses y capturó tantos prisioneros y robó tantas joyas y piezas de plata que colmaron la carga de su nave. fue perseguido por tres fragatas españolas con cañones. El pirata esquivó los ataques, arrojó al mar toda la carga para que la nave lograse mayor velocidad y, con viento a favor, se alejó velozmente.
Otro pirata fue El Olonés cuyo verdadero nombre era Jean David Nau. Cometió innumerables y famosas tropelías contra los virreinatos españoles de tierra firme. En una terrible tormenta, perdió su barco en las costas de Campeche. Todos los hombres fueron salvados, pero, llegando a tierra, los españoles les persiguieron matando a la mayor parte, e hiriendo también al Olonés. No sabiendo este como escapar, pensó en salvar su vida por medio de una estratagema: tomó varios puñados de arena y mezclándola con la sangre de sus propias heridas se embadurnó la cara y otras partes del cuerpo. Entonces, ocultándose con gran destreza entre los muertos, permaneció inmóvil hasta que los españoles se marcharon del campo de la lucha. Ya que se habían ido, se retiró al bosque, vendó sus heridas y las cuidó hasta sanar y entonces se dirigió a la ciudad de Campeche perfectamente disfrazado. En la ciudad habló con ciertos esclavos a los que prometió libertad en caso de que le obedecieran. Ellos aceptaron sus promesas y robándose de noche una canoa, se lanzaron al mar con el Olonés.

#### Fortificación
"Amagada casi desde su fundación por enemigos de diversas nacionalidades y condiciones, la ciudad fue tomada y saqueada en 1597 por William Parker, en 1633 por Cornellius Joll y Diego el Mulato y en 1663 por el holandés Mansvelt. A medida que crecía su comercio y aumentaba la riqueza y el número de sus habitantes, Campeche se volvía una presa cada vez más codiciada y sus naves indefensas eran un regalo para los inagotables apetitos de los nómadas del mar que casi sin oposición, surcaban las aguas del Golfo de México y del Mar Caribe...."

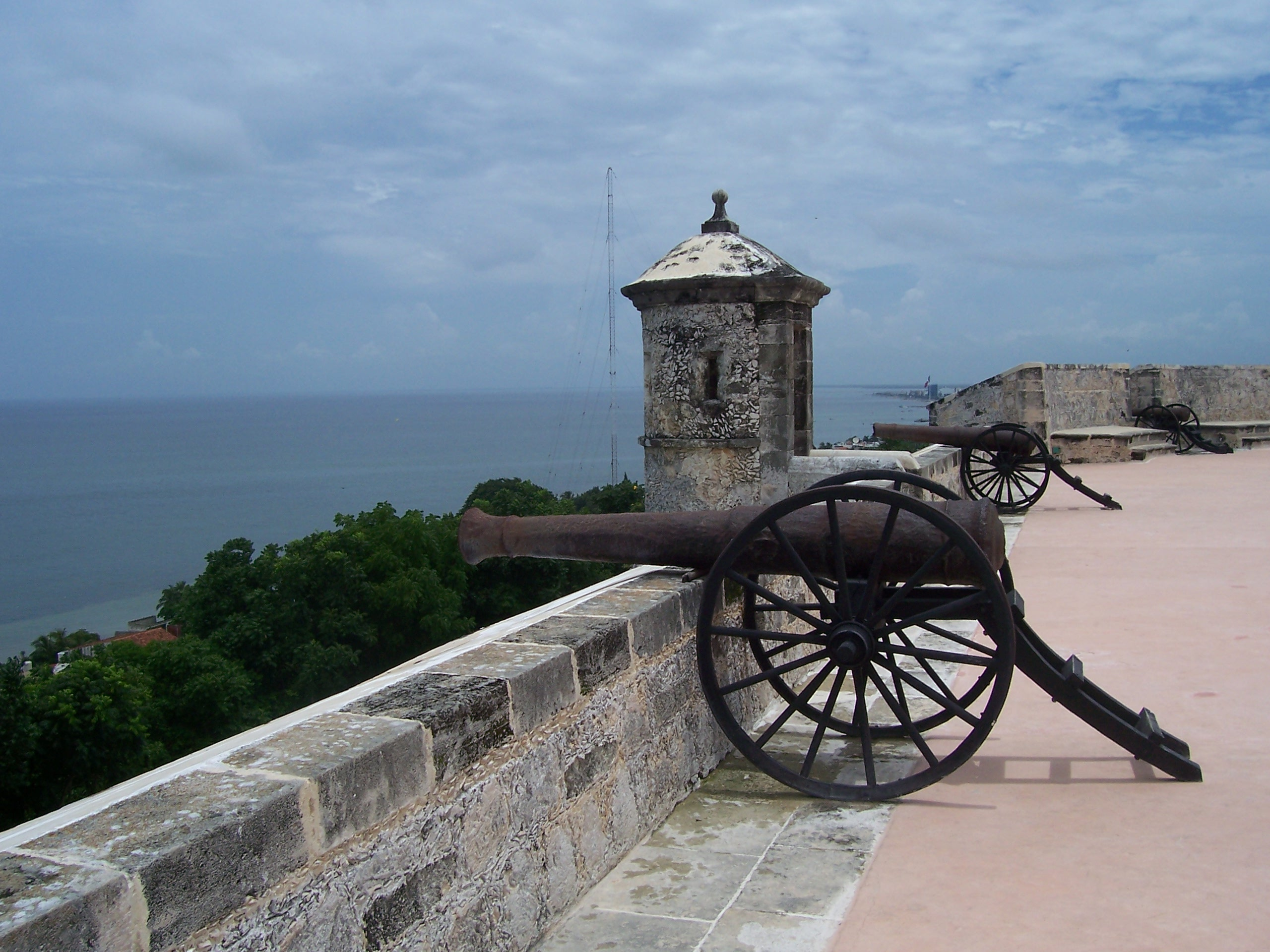
El fuerte de San Miguel, fue construido para la defensa de la villa contra el ataque de los piratas, durante los siglos y

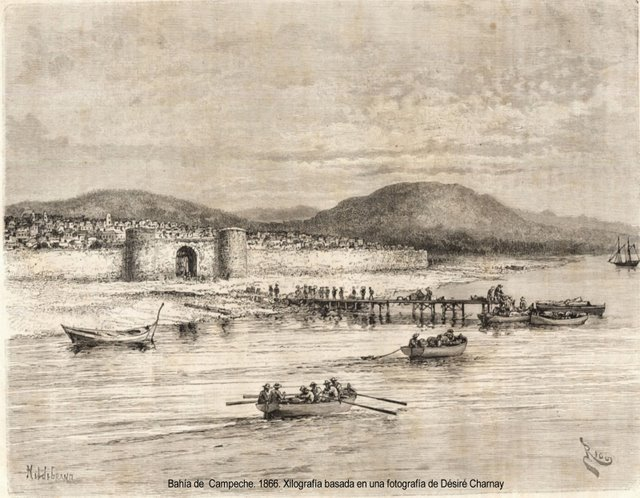
Litografía antigua mostrando las fortificaciones en la época virreinal

Visto que las medidas antipirateria tomadas hasta entonces demostraban ser insuficientes, en 1651 se proyectó la construcción de fortificaciones defensivas, y se aumentó la flota guardacosta. En 1680 se propuso la construcción de una muralla que bordeara la ciudad; la obra se puso en marcha en 1686 y se concluyó en 1704.
El ingeniero francés Louis Bouchard de Becour se encargó de unificar todas las obras defensivas que rodeaban la ciudad con un muro. A su término, el muro que rodea la ciudad de Campeche fue de 2560 metros de longitud, formando un hexágono irregular alrededor de la parte principal de la ciudad, con ocho bastiones defensivos en las esquinas. Estos baluartes tienen ahora diferentes funciones:
- Santiago: se utiliza como el jardín botánico Xmuch'haltún. Reconstruido.
- San José (El Bajo): destruido.
- San Pedro: ex cárcel de la Inquisición.
- San Francisco: protege la Puerta de Tierra.
- San Juan: Protege la Puerta de Tierra.
- Santa Rosa: se remodeló como salón para exposiciones culturales temporales.
- San Carlos: alberga el museo de historia de la ciudad. Fue el primero en ser construido.
- Nuestra Señora de la Soledad: protege a la Puerta de Mar. Es el más grande y alberga el museo de historia de la ciudad.

Además todavía existen de dos fuertes cercanos a la ciudad, los cuales son:
- San José (El Alto): Edificado en 1762, alberga valiosas piezas del Museo de Armas y Barcos.
- San Miguel: Que se convirtió en el Museo de Arqueología Maya y Colonial.

Que están ubicados entre dos colinas, y que cuentan con sus baterías de artillería: "San Lucas", "San Matías" y "San Luís".

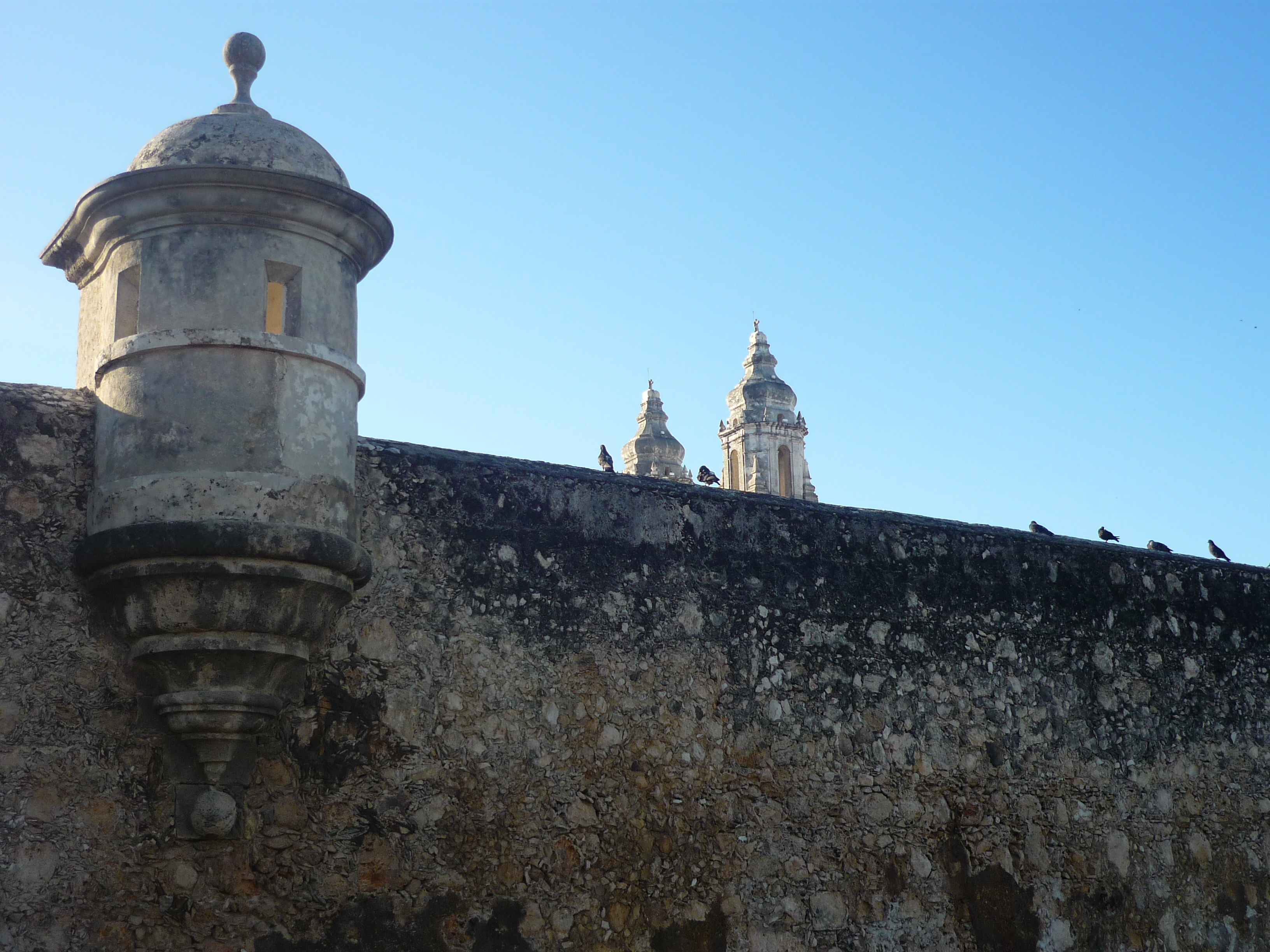
Muralla.

Todavía existen cuatro de esas puertas, las que permiten el acceso a los principales sectores. Las entradas principales son la "Puerta de Tierra", construida en 1732, y la "Puerta del Mar". La Puerta de Tierra se mantiene como una atracción turística, con eventos de luz y sonido que muestran cada tres noches historias locales y de temas del siglo XVII. Las otras puertas fueron Guadalupe y San Román, que eran la conexión con estos barrios.
Estos fuertes contaban con artillería de largo alcance, actualmente funcionan como miradores. Fueron construidos antes que los muros de la ciudad.

#### Elevación a rango de ciudad
El escudo de armas que ostenta la ciudad de San Francisco de Campeche le fue otorgado en 1777 por el rey de España Carlos III, al ser elevada del título de villa al de ciudad.
Antes de que se adoptara el escudo actual, había un proceso para constituir un escudo como oficial. El primer proyecto fue presentado en 1772 ante la posible elevación al título de ciudad de la villa de San Francisco de Campeche, al ser solicitado por el Cabildo de Campeche en un concurso para la elección del escudo de Armas. El primer diseño fue presentado por Juan Antonio Rexo y Peñuelas el 24 de septiembre de dicho año pero fue rechazado el 17 de octubre por no estar sujeto a las normas de la heráldica. Ramón Zazo y Ortega presentó posteriormente tres proyectos; los dos primeros fueron rechazados pero finalmente el tercero fue aprobado en consejo de cabildo el 7 de noviembre de 1777. El escudo fue aprobado por su majestad Carlos III de España con el certificado de: se concede a la villa de San Francisco de Campeche el Título de Ciudad.

## Geografía

### Localización
Geográficamente San Francisco de Campeche se ubica entre los paralelos 19°51′0″ de latitud norte, y entre los meridianos 90º31'59" de longitud oeste. Se localiza a 387 km de Villahermosa al noroeste, a 177 km al suroeste de Mérida y a 1.127 km de la Ciudad de México al sureste. La ciudad tiene una altitud máxima de 100 m sobre el nivel del mar y es una de las tres capitales del país ubicadas en el litoral.

### Clima
En general el clima es cálido, húmedo con lluvias en verano (de junio a octubre) y una temperatura media anual de 27 °C.
| Parámetros climáticos promedio de Campeche (1951-2010) | Parámetros climáticos promedio de Campeche (1951-2010) | Parámetros climáticos promedio de Campeche (1951-2010) | Parámetros climáticos promedio de Campeche (1951-2010) | Parámetros climáticos promedio de Campeche (1951-2010) | Parámetros climáticos promedio de Campeche (1951-2010) | Parámetros climáticos promedio de Campeche (1951-2010) | Parámetros climáticos promedio de Campeche (1951-2010) | Parámetros climáticos promedio de Campeche (1951-2010) | Parámetros climáticos promedio de Campeche (1951-2010) | Parámetros climáticos promedio de Campeche (1951-2010) | Parámetros climáticos promedio de Campeche (1951-2010) | Parámetros climáticos promedio de Campeche (1951-2010) | Parámetros climáticos promedio de Campeche (1951-2010) |
| Mes                                                    | Ene.                                                   | Feb.                                                   | Mar.                                                   | Abr.                                                   | May.                                                   | Jun.                                                   | Jul.                                                   | Ago.                                                   | Sep.                                                   | Oct.                                                   | Nov.                                                   | Dic.                                                   | Anual                                                  |
| ------------------------------------------------------ | ------------------------------------------------------ | ------------------------------------------------------ | ------------------------------------------------------ | ------------------------------------------------------ | ------------------------------------------------------ | ------------------------------------------------------ | ------------------------------------------------------ | ------------------------------------------------------ | ------------------------------------------------------ | ------------------------------------------------------ | ------------------------------------------------------ | ------------------------------------------------------ | ------------------------------------------------------ |
| Temp. máx. abs. (°C)                                   | 38.8                                                   | 39.0                                                   | 41.0                                                   | 44.0                                                   | 45.0                                                   | 43.0                                                   | 40.0                                                   | 40.0                                                   | 39.0                                                   | 40.5                                                   | 38.0                                                   | 40.0                                                   | 45.0                                                   |
| Temp. máx. media (°C)                                  | 29.2                                                   | 30.7                                                   | 32.8                                                   | 35.0                                                   | 35.9                                                   | 34.9                                                   | 34.5                                                   | 34.2                                                   | 33.4                                                   | 32.2                                                   | 30.7                                                   | 29.4                                                   | 32.7                                                   |
| Temp. media (°C)                                       | 23.7                                                   | 24.7                                                   | 26.5                                                   | 28.5                                                   | 29.6                                                   | 29.2                                                   | 28.7                                                   | 28.5                                                   | 28.2                                                   | 27.0                                                   | 25.4                                                   | 24.0                                                   | 27.0                                                   |
| Temp. mín. media (°C)                                  | 18.2                                                   | 18.7                                                   | 20.3                                                   | 22.1                                                   | 23.3                                                   | 23.5                                                   | 22.8                                                   | 22.7                                                   | 22.9                                                   | 21.9                                                   | 20.0                                                   | 18.6                                                   | 21.3                                                   |
| Temp. mín. abs. (°C)                                   | 11.9                                                   | 13.0                                                   | 13.0                                                   | 14.0                                                   | 16.5                                                   | 17.0                                                   | 18.0                                                   | 19.0                                                   | 18.0                                                   | 15.0                                                   | 12.0                                                   | 12.3                                                   | 11.9                                                   |
| Precipitación total (mm)                               | 26.1                                                   | 15.9                                                   | 12.6                                                   | 13.0                                                   | 53.0                                                   | 159.3                                                  | 179.5                                                  | 187.3                                                  | 203.4                                                  | 119.3                                                  | 41.4                                                   | 25.3                                                   | 1036.1                                                 |
| Días de precipitaciones (≥ 0.1 mm)                     | 3.9                                                    | 2.4                                                    | 2.0                                                    | 1.3                                                    | 3.8                                                    | 11.6                                                   | 14.8                                                   | 14.6                                                   | 14.4                                                   | 9.4                                                    | 4.7                                                    | 3.5                                                    | 86.4                                                   |
| Humedad relativa (%)                                   | 77                                                     | 74                                                     | 71                                                     | 70                                                     | 72                                                     | 76                                                     | 78                                                     | 76                                                     | 80                                                     | 75                                                     | 76                                                     | 79                                                     | 75                                                     |
| Fuente n.º 1: Servicio Meteorológico Nacional          |                                                        |                                                        |                                                        |                                                        |                                                        |                                                        |                                                        |                                                        |                                                        |                                                        |                                                        |                                                        |                                                        |
| Fuente n.º 2: Weatherbase                              |                                                        |                                                        |                                                        |                                                        |                                                        |                                                        |                                                        |                                                        |                                                        |                                                        |                                                        |                                                        |                                                        |

## Demografía
De acuerdo a los resultados del Conteo de Población y Vivienda de 2020 realizado por el Instituto Nacional de Estadística y Geografía, San Francisco de Campeche tiene un total de 249 623 habitantes, 130 524 mujeres y 119 099 hombres. Es por su población la ciudad más poblada del estado de Campeche y la 69.ª ciudad más poblada de México.
| Gráfica de evolución demográfica de San Francisco de Campeche entre 1900 y 2020                   |
|                                                                                                   |
| Población de los censos del Instituto Nacional de Estadística y Geografía (INEGI) de 1900 a 2020. |

## Patrimonio de la Humanidad
En 1986, el Instituto Nacional de Antropología e Historia decretó la protección federal de la zona de monumentos históricos de la ciudad de San Francisco de Campeche, al valorarla como una de las principales ciudades portuarias del Virreinato de la Nueva España y al considerar las viviendas tradicionales de la ciudad como de gran influencia andaluza, o bien caribeña. Además, los estudios de investigación cromáticos de fachadas revivieron los tímidos tonos de color deslavado en las edificaciones de Campeche en un paisaje urbano armónico y luminoso.
Los trabajos exhaustivos de intervención y restauración de la ciudad, animaron a las autoridades y a su población a postular ante la
UNESCO el más importante reconocimiento que otorga el organismo, es decir, que este bien cultural fuera inscrito en la Lista de Patrimonio Mundial como "Ciudad histórica y fortificada de Campeche", en diciembre de 1999.

## Comunicaciones y transporte

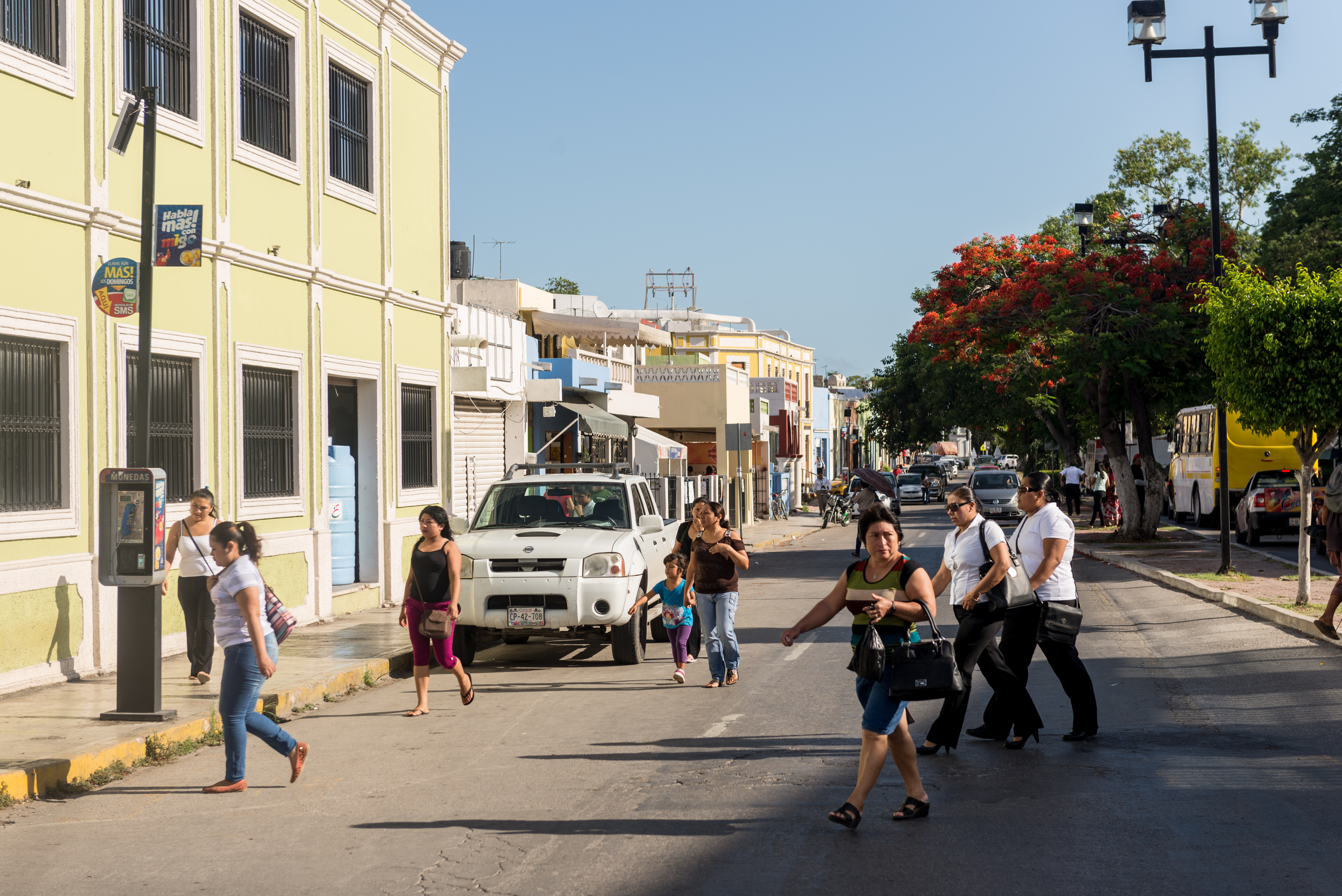
Una calle en el centro

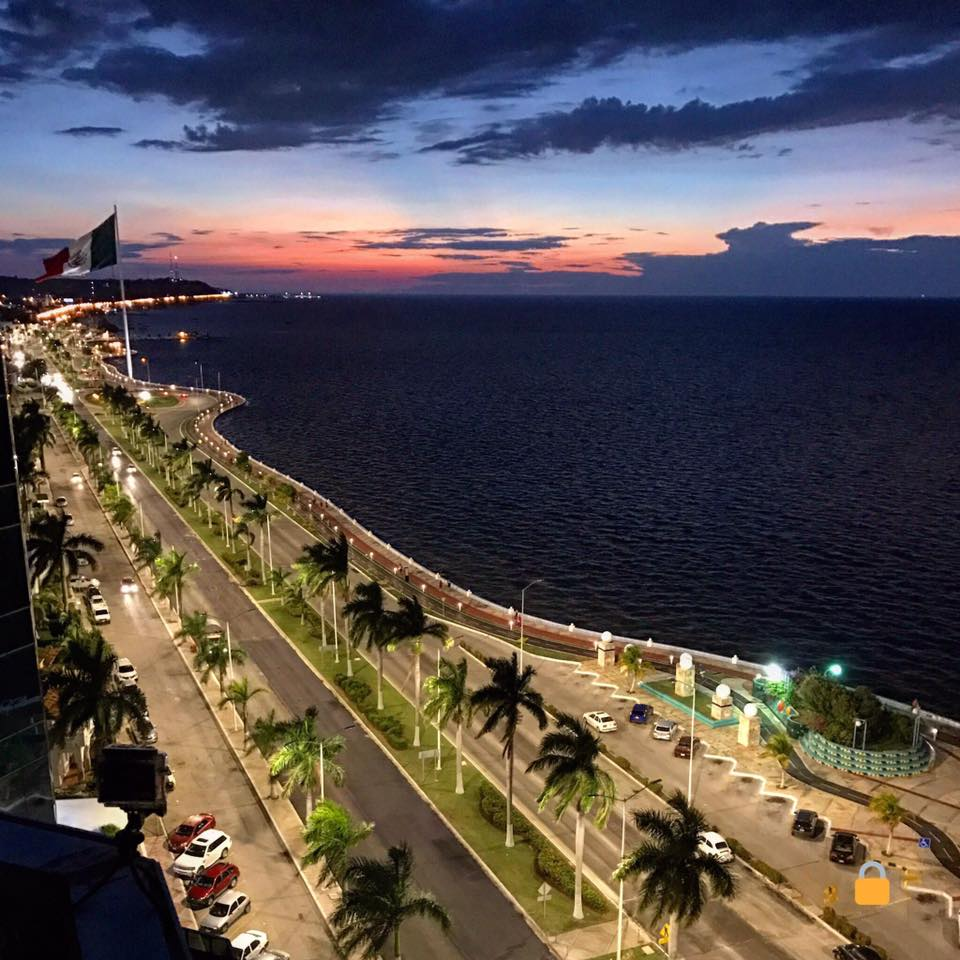
Malecón de Campeche, importante vialidad de la ciudad.

Dentro de la ciudad destacan importantes vialidades, el malecón es una avenida que bordea todo el litoral del Golfo y está conectado con las principales arterias de la urbe.
En la zona urbana, se encuentran las siguientes avenidas:
avenida Gobernadores: Es la principal arteria de la ciudad, una de las más extensas, se desplaza desde el centro histórico hasta su límite con el IMSS Santa Lucía;
avenida López Mateos: Vialidad que inicia desde el centro histórico hacia el este de la ciudad, llevando a puntos como el Campus Principal de la Universidad Autónoma de Campeche y la salida hacia Lerma; avenida Central, inicia de igual manera desde el centro histórico hacia el sur de la ciudad, y su límite se extiende hacia la glorieta Na Ach K'inil, o conocida por los campechanos como "La engrapadora"; avenida Maestros Campechanos o carretera a Ciudad del Carmen, es una prolongación de la avenida Central, desde la glorieta Na Ach K'inil hacia el entronque con la autopista Campeche-Champotón, con salidas Champotón Libre o Champotón Cuota; avenida Concordia, conecta la ciudad de Campeche con Cd. Concordia en el oeste de la ciudad; avenida López Portillo, es una de las más largas de la ciudad, inicia desde el Malecón de la ciudad, atravesando lugares como la UACam Campus I, La escuela de turismo del Instituto Campechano, el Asilo de Ancianos, el Hospital General de Especialidades, finalizando en el entronque hacia el Aeropuerto Internacional; avenida Francisco I. Madero o conocida como "La Ria", atraviesa la ciudad de Norte hacia el centro.
El Aeropuerto Internacional Ingeniero Alberto Acuña Ongay o Aeropuerto Internacional de Campeche (IATA: CPE, OACI: MMCP), es un aeropuerto internacional localizado a 4 kilómetros de la ciudad de Campeche, Campeche, México. Es operado por Aeropuertos y Servicios Auxiliares (ASA), una corporación del gobierno federal.

## Radio
- XESTRC - 920 AM    (Radio Voces)
- XHCPBW - 88.5 FM   (Altavoz Radio)
- XHRTC  - 89.3 FM   (TRC Radio)
- XHPEBN - 90.1 FM   (Miguel Ángel Valle Chan) (en pruebas)
- XHCUA  - 90.9 FM   (Frecuencia Universitaria UAC)
- XHPSFC - 94.1 FM   (Radio Campeche)
- XHRAC  - 97.3 FM   (Radio Fórmula Primera Cadena Nacional)
- XHMI   - 100.3 FM  (Exa FM)
- XHCAM  - 101.9 FM  (Kiss FM)
- XHAC   - 102.7 FM  (Ke Buena)
- XHCPAK - 105.1 FM  (Radio Instituto Campechano)

## Televisión

### Televisión abierta
- XHCAM-TDT ...24 ( 7.1 HD )  - Azteca 7
  - 24 (7.2 SD) - a+
- XHCTCA-TDT 20 ( 3.1 HD )  - Imagen Televisión
  - 20 (3.4 SD) - Excélsior TV
- XHAN-TDT 22 (5.1 HD) - Canal 5
  - 22 (9.1 HD) - NU9VE  (Televisa Campeche)
- XHTMCA-TDT 27 (13.1)  13 (Telsusa Television )
- XHGE-TDT 29 ( 1.1 HD )  - Azteca 1
  - 29 ( 1.2 SD )  - ADN 40
- XHCCA-TDT 30 (4.1 HD) - Televisión y Radio de Campeche
- XHSPRCC-TDT 32 (14.1 HD) - Canal Catorce
  - 32 (11.1 SD) - once
  - 32 (22.1 SD) - Canal 22
  - 32 (14.2 SD) - ingenio
  - 32 (20.1 SD) - tv•unam
  - 32 (45.1 SD) - Canal del Congreso
- XHCPA-TDT 34  (2.1 HD)  - Las Estrellas
  - 34 (2.2 HD)  - Foro TV

### Televisión de paga
- Telemar
- Telesur
- Mayavisión
- TVM

## Economía
La economía de San Francisco de Campeche está basada sobre todo en el sector de los servicios: comercio, turismo, comunicaciones, administración pública, servicios públicos. También existen diversas maquiladoras textiles instaladas en la ciudad, y pequeñas y medianas empresas asociadas por lo general a la explotación de productos primarios, conformando el sector secundario. El sector primario persiste mediante la actividad pesquera.

### Turismo

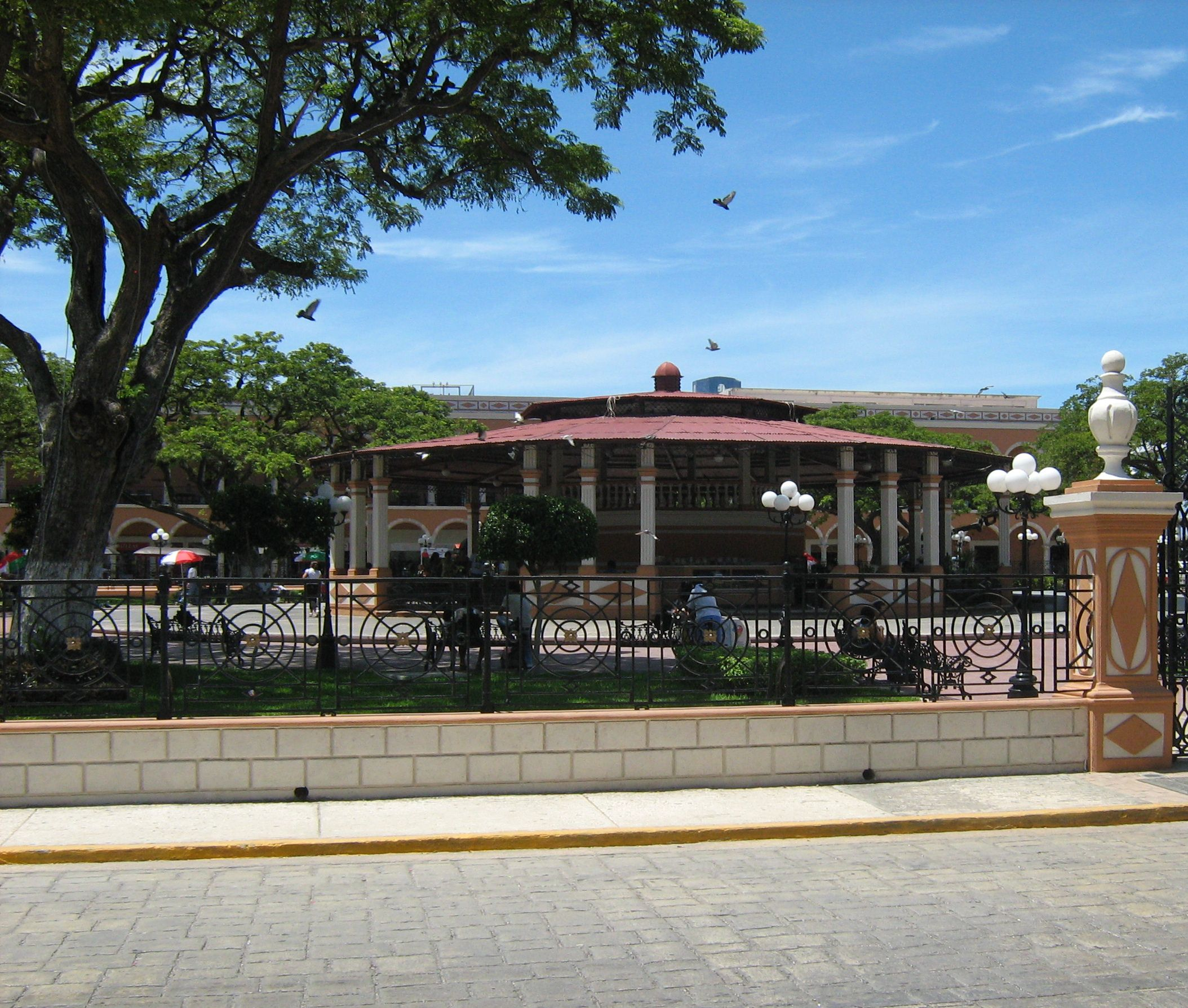
Plaza de la Independencia.

En los últimos años el turismo ha tenido un fuerte impulso en el Estado de Campeche. Apuntalando la actividad turística los lugares emblemáticos en la ciudad capital son:

#### Centro y barrios históricos
Con un excelente estado de conservación, la ciudad de San Francisco de Campeche, de estilo virreinal barroco, es una bella muestra de un centro urbano fortificado. Esta cualidad le ha valido un título de Patrimonio Cultural de la Humanidad por parte de la Organización de las Naciones Unidas para la Educación, la Ciencia y la Cultura.
Sus calles alineadas nos permiten realizar un recorrido admirando la decoración de sus casonas, algunas de ellas con fuertes reminiscencias moriscas y españolas de los siglos XVIII y algunas modificaciones del XIX. El colorido de sus fachadas imprimen una vibrante sensación de vida en quienes las visitan, cada calle está llena de historias y leyendas.

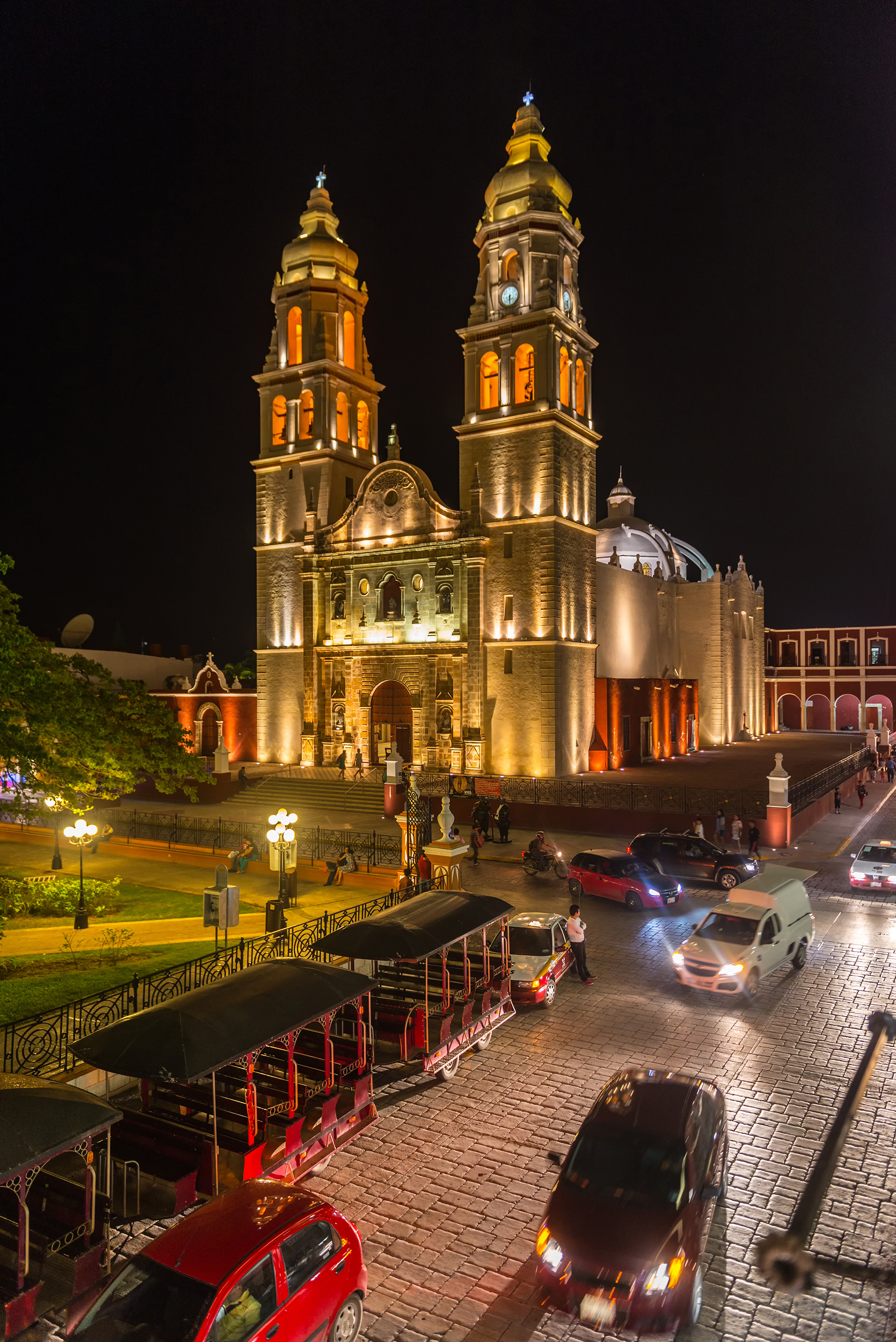
Catedral de San Francisco de Campeche

Las murallas rodean parte de la ciudad son un recuerdo del virreinato de los siglos XVII y XVIII.
A la arquitectura civil y militar se fusiona la arquitectura religiosa, como modestos baluartes de la fe que protegieron a la población durante las ofensivas piratas; iglesias de espadañas franciscanas y retablos barrocos con columnas salomónicas dejan huella de su fuerte impacto durante la evangelización católica en tierras americanas fortificadas como la Villa de San Francisco de Campeche. La sobriedad de sus fachadas se imponen a la fe cuando la protección a sus fieles era ponderante.

#### Sitios arqueológicos
Existe el lugar conocido como Acanmul y también relativamente cerca se encuentran los sitios arqueológicos de Edzná y Jaina. La ciudad también se puede tomar como punto de partida para recorrer otros sitios de importancia del Estado de Campeche.

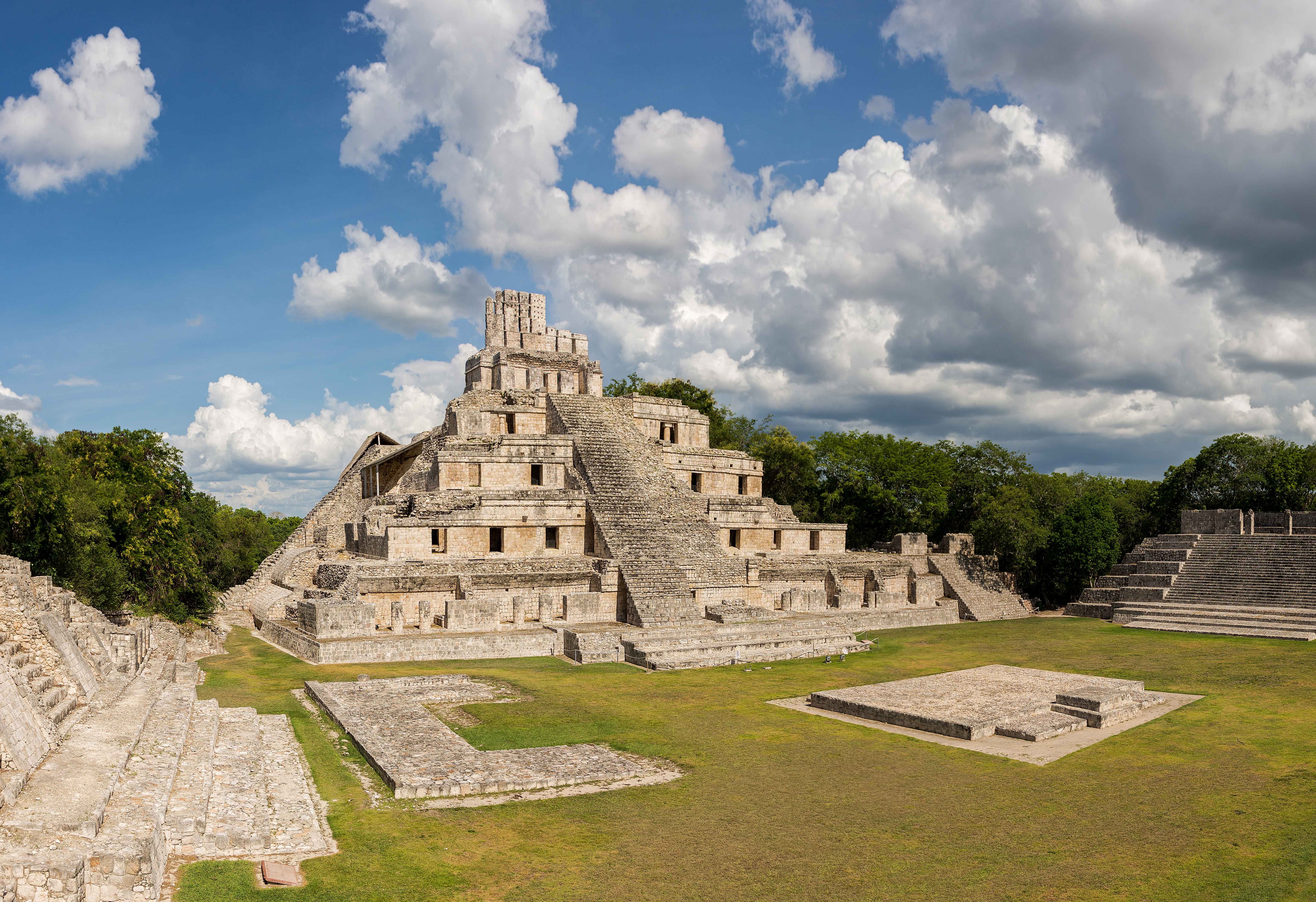
Zona arqueológica de Edzná.

##### Edzná
La "Casa de los Itzáes", es un sitio donde encontramos una veintena de edificios monumentales que nos hablan de la concentración del poder político, económico y religioso ocurrido en tiempos precolombinos. Edzná es una de las ciudades mayas más interesantes por los adelantos tecnológicos descubiertos en ella.
Debido al tipo de suelo, el valle en el que se encuentra, se inunda en temporada de lluvias y conserva una alta humedad casi todo el año. Para remediar este inconveniente los mayas desarrollaron un avanzado sistema de obras hidráulicas: una red de canales drenaba el valle y el agua era conducida hacia una laguna, que fue transformada en represa mediante muros de contención, mientras que otros canales servían para irrigar los campos. Esto propició un grado óptimo de humedad en la tierra para el cultivo intensivo en tanto que los canales proporcionaban abundante pesca, además que eran usados como vías de comunicación y en algunos casos servían como defensa. Las plazas tenían un magnífico sistema de desagüe y el agua de la lluvia llegaba a depósitos artificiales llamados chultunes.
Edzná contaba con numerosos edificios religiosos, administrativos y habitacionales distribuidos en una superficie de 25 kilómetros cuadrados aproximadamente. Es de particular importancia en este sitio el edificio de los cinco pisos, el cual se encuentra construido sobre una gran plataforma que le da gran majestuosidad arquitectónica.

##### Jaina
La "Casa en el mar", es uno de los sitios más interesantes de la región debido principalmente a su fama como necrópolis maya. En los alrededores del sitio se han explorado un poco más de mil enterramientos humanos, en los que se han encontrado extraordinarias piezas de barro que posiblemente fueron depositadas como ofrendas mortuorias. Dichas piezas, en su momento, determinaron una nueva forma de apreciar el arte maya realizado en barro, pues su calidad superaba con mucho a lo encontrado hasta entonces en otros sitios del área.

#### Los Petenes
Parte de la zona urbana de San Francisco de Campeche colinda con la Reserva de la Biosfera Los Petenes.
Curiosas formas circulares de vegetación han sido llamadas petenes donde el nacimiento de una fuente de agua dulce, en medio de un área de agua salada, propicia el desarrollo de plantas menos resistentes a la sal, dando lugar a islotes donde la flora va tomando jerarquía en torno al nacimiento del agua dulce. Es toda una organización que permite la anidación y el refugio a un gran número de especies de aves y mamíferos.
En los manglares costeros de la reserva, existen innumerables caminos naturales que conforman atractivos recorridos, en ellos se realiza la pesca deportiva del sábalo y la observación de aves y otras especies animales.
La enorme riqueza natural de la zona, conforma el escenario ideal para el desarrollo y disfrute de diversas actividades ecoturísticas.

## Educación
En San Francisco de Campeche existen varias instituciones que ofrecen estudios de nivel superior, entre las que destacan:
- Universidad Hispanoamericana Justo Sierra (UHJS)
- Universidad Tecnológica del Sureste, afiliada al Instituto Politécnico Nacional
- Instituto Tecnológico y de Estudios Superiores "René Descartes"
- Universidad Autónoma de Campeche (UACam)
- Benemérito Instituto Campechano (IC)
- Universidad Interamericana para el Desarrollo (UNID)
- Instituto Tecnológico de Campeche (ITCam)
- Instituto Tecnológico de Lerma (ITLer)
- Instituto Tecnológico de Chiná (ITChiná)
- Instituto Tecnológico Superior de Calkiní en el Estado de Campeche (ITESCAM)
- Universidad Mundo Maya (UMMA)
- Universidad Interamericana del Norte (UIN)
- Escuela Normal Rural "Justo Sierra Méndez"

## Cultura

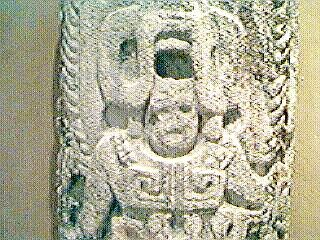
Estela maya en el Museo de la Soledad.

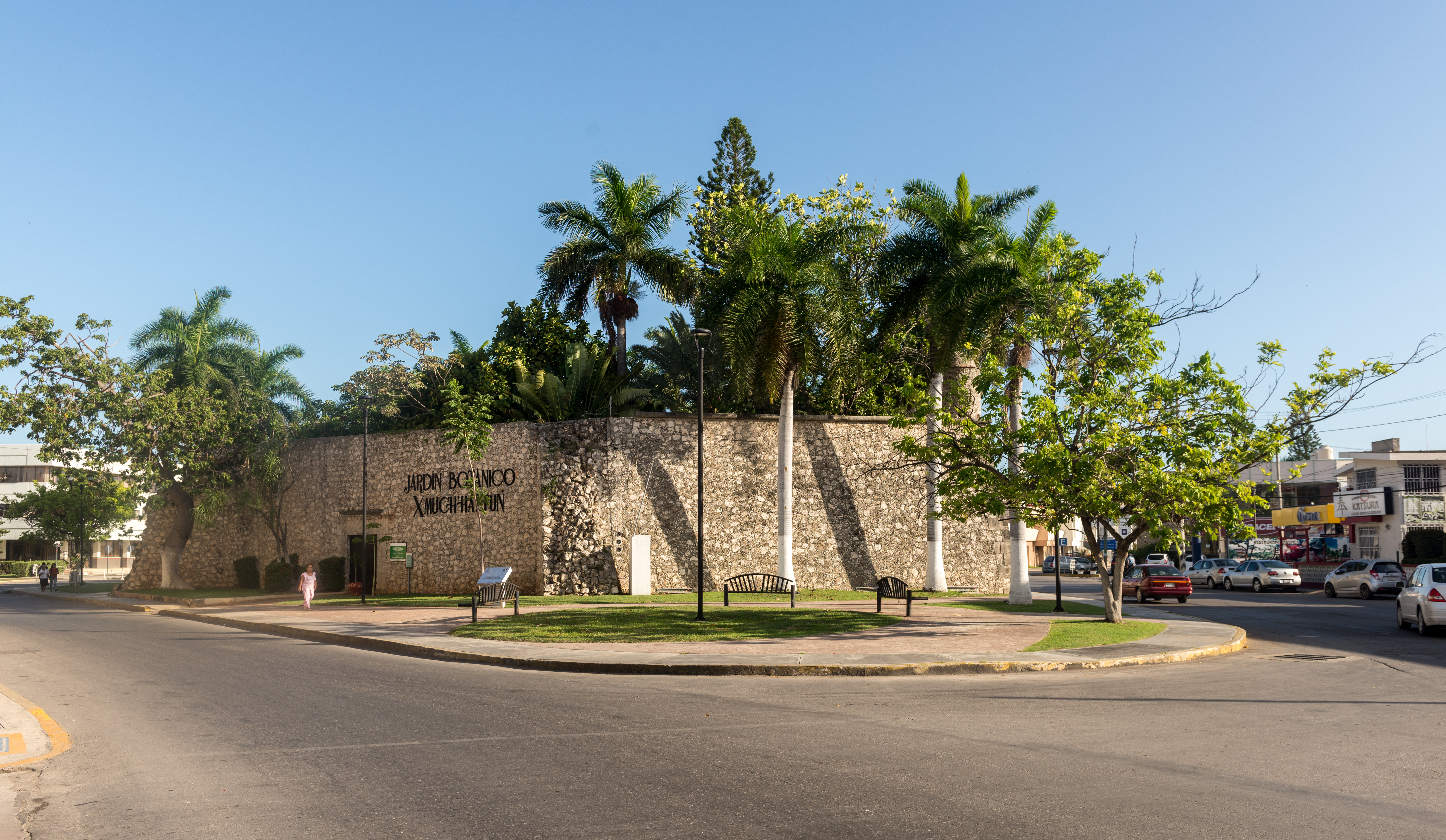
Jardín botánico Xmuch' Haltun

### El vestido típico
Esencialmente compuesto de 3 piezas, la parte superior tienen su origen en el huipil o hipil mestizo, se diferencia en que es bordado en color negro y con motivos inspirados en las flores de cebolla y calabaza. Complementa el traje un reboso de Santa María; la falda es de origen español y llega hasta los tobillos está hecha de percal o zaraza, tafeta fina estampada o brocado español.

### Música y bailes
Los campechanos gustan de las notas musicales en todas sus formas, desde las canciones románticas hasta las alegres serenatas.
- Los pregones. Estampas costumbristas, que representan en forma muy especial, varios personajes típicos de Campeche, en ofrecimiento de mercancía que venden por los diferentes barrios y calles.

- Las chancletitas. La cananga es una canción representativa campechana, combinando hábilmente los ritmos de habanera en su primera parte y danzonete en la segunda en donde cambia el ritmo a una alegre y movida jarana de 6x8 que se distingue por el ágil chacleteo.

- El zarandeo. Es el precursor del Pichito Amoroso y otras zarandangas, escrito en compás de 2/4 movimiento vivo y marcial. Guarda parentesco con sones de influencia maya.

- El cutz. Es un pavo de bellísimo plumaje. Según la leyenda, cuando las aves de estas selvas tropicales hacían sus fiestas y danzaban, no aparecía el pavo de monte, que se encontraba desposeído por la naturaleza, de sus plumas. Hasta que fue descubierto por el faisán, que lo invitó al festejo, y para arroparlo, cada uno de los asistentes le dio una pluma de su especie. Así adquirió su espléndido plumaje. Pero al verse tan hermoso, no quiso perder su vestuario y huyó. El pujuy, (tapa caminos) lo busca, deteniendo el vuelo de todos los pájaros y en su canto le dice: devuélveme mi traje, caballero! Los bailadores simbolizan las plumas con un listón de color que cada uno trae, y en el cuello del bailador que representa al cutz, los prenden.

- Jarana de 6x8. Surgiendo con antecedentes de la "primera vaquería", es actualmente del dominio público; esta versión no tiene más de cuarenta años de bailarse en Campeche. Combinan su alegre ritmo con un "'Guapacheo".

- El Gallo. Es una danza indígena característica del pueblo de Lerma. Se baila el 3 de mayo, en la fiesta de la Santa Cruz. Su finalidad es la de atraer la fertilidad en los campos, por lo que sacrifican a un gallo que durante la danza lo lleva colgado en la espalda, el único hombre que participa en ella. Las mujeres llevan en las manos una jícara con semillas de maíz que suenan al movimiento de los pasos de la danza. Se acostumbra llevar sombrero sobre el cual colocan un paliacate.

- Son del pavo. (Seguidilla) es un zapateado de corta duración, pero muy energético y vivaz. Se generalizó a mediados del siglo XIX. Lo bailan por parejas, cogidos por un brazo de la cintura, mientras el otro queda libre y levantado. El baile se caracteriza por su agilidad y alegría.

- La Guaranducha. Jarana de 6x8 y Habanera. Se comienza can jarana, pero con la modalidad especial del trópico en los guapacheos y zapateados. A mitad del baile, se introduce el ritmo de habanera correspondiente a la comparsa de influencia negra; en este momento las parejas de más soltura de desprenden para bailarla, mientras las corean y marcan el ritmo con palmadas. Al final, todos se incorporan al baile, terminando con la jarana.

- Jarabe criollo. El repiqueteo de tres iglesias del puerto campechano llamando al culto, inspiraron la composición de este jarabe. Este jarabe es uno de los más antiguos de que se tiene noticia en México.

- Pichito amoroso. Pertenece al género grande y es una Zarabanda can la cual iniciaban los "Santaneros". Es uno de los bailes de ritmo tropical más alegre con que cuenta la bullanguera juventud campechana. Can los brazos imita el vuelo de esta ave que pertenece al grupo de los tordos, por eso sus saltos y brincoteos dan lugar a complicadas figuras y a remates acompasados y bellos.

- La Jerengoza. Baile propio de la región que coincide can las randeñas, de tonadilla conocida en el barrio de Santa Ana; su música es viva y estridente y los bailadores, con paso redoblado, toman posiciones en rueda y giran haciendo cambios hacia el centro y hacia afuera, o sobre sí mismos, para terminar can un remate muy vistoso.

- La cucaracha. Baile conocido como "son de jaleo", su ejecución requiere soltura y gracia, puesto que su ritmo coincide con los de "choteo", de "correteo " y "bailoteo", al interpretarlo, el hombre pone sus manos sobre los hombros de la mujer inclinándose un poco hacia ella, imitando en esa forma el caparazón de la cucaracha.

- Campechito retrechero. Jarana que se baila a ritmo de seis por ocho; de ágil zapateado, en donde los bailadores dan muestra de su gracia y destreza y, como prueba de ello, ya sea en el almud o en el tablado, se colocan sobre la cabeza una botella, y algunos de ellos, charolas con vasos y botellas, mismos, que no obstante el zapateado, al ejecutar el baile, permanecen guardando un equilibrio que causa admiración.

- La flor de la malagueña. Este número pertenece a los sones grandes de supervivencia en Campeche, su género es de Malagueña punteada. Está considerado como uno de los más antiguos. Lo singulariza la cadencia con solos que propiciaban desusadas poses de baile, con desplazamientos muy airosos y ligeros. Su estructura es señaladamente española.

- Jarabe criollo. Su baile se remonta a los fines del siglo XVIII y además es número fuerte, tiene coreografías diversas y algunas bastante complicadas, pero el tema está en la reproducción que hacen los bailarines juntamente con la Charanga , de los llamados con campanas de la Catedral , su final es grande y en figura estudiada.

- Campechanita Habanera. Esta danza es una clásica habanera o cubana cadenera. Se remonta al año de 1861 y se bailó en todos los salones de la época; se abre la danza con el salero que caracteriza a los campechanos y concluye con un zapateado para rematar.

- Jarabe Gatuno. Pieza considerada como son grande clásico, es un gatuno; su importancia radica en que únicamente en Campeche sobrevive en sus tres versiones, pues fue condenado a desaparecer por no convenir a las costumbres de su época.

- El Fandango. Son grande clásico, radicado en Campeche, desde el siglo XVIII, y se encuentra aún en algunas regiones. Por su forma de idea de desorden y bullicio, se interpreta en formas muy vivas y alegres sin hacer pareja ni definir con quien se baila, todos bailan y zapatean en confusión, marcando y retando con golpes de tacón a quien se encuentra más cercano indiferente del sexo opuesto. Conserva muy marcado el estilo español, está escrito en compás de tres tiempos y no queda noticia de su copla.

- Árabe cubano. Este es un baile breve pero muy enérgico, está escrito en seis octavos y su género es zapateado. Se baila enlazados por la cintura y con la mano libre hacia arriba, siempre se hace en juego de dos parejas o en números pares que evolucionan, taconean y valsean con giros rapidísimos y recorriendo casi todo el tablado, se repite varias veces, concluye brillantemente con un fuerte golpe y desplante al público, pidiendo el aplauso.

- Campechito retrechero. Es el diminutivo cariñoso unido a la castiza expresión que significa la contagiosa alegría y el desenfado sin límite del espíritu campechano, dan nombre a esta típica jarana. Los bailadores se embelesan con su taconeo y contagian al espectador, con la campechanía bullanguera de un pueblo antiguo que ha sabido proyectar una personalidad a través de mares y continentes.

- Baile del Almud. Conjunto de sones mestizos que naturalizados en Yucatán y Campeche, adquirieron el nombre de jarana; el hábil taconeo y remate a ritmo de 6x8 lo hacen muy lucido. Al ejecutarse sobre un almud, su belleza se hace más significativa, cuando interrumpiéndose la música, los bailadores siguen zapateando, turnándose en esta suerte, y demostrando su habilidad.

### Gastronomía
La gastronomía es una de las mejores de México. Recordando al "Poeta del Crucero" yucateco, admirador profundo de Campeche: 

"Dos cosas tiene Campeche que causan admiración: Su pámpano en escabeche.... Y su rico Pan de Cazón"

Entre sus platillos está el coctel de mariscos; y en efecto, el pescado en escabeche y el pan de Cazón. También la Sierra Frita, el Pámpano en Verde, así como los antojitos de la región como panuchos y tamales colados, entre otros.
- Pan de cazón: consiste en colocar a una tortilla frijoles y el cazón, después otra tortilla y encima tomate frito con un chile habanero
- Empanadas de cazón
- Aguas frescas (horchata, jamaica, té negro)
- Camarones al coco
- Pámpano en verde

Invención del coctel. Al llegar al puerto de Campeche los comerciantes ingleses de maderas preciosas, bebían en las tabernas vinos y licores sin mezclar llamados "dracs" de ron o de otro alcohol y las revolvían con una cuchara de metal o un palillo, en una ocasión, el barman empleó unas raíces delgadas, finas, lisas, de una planta que ahí llamaban "cola de gallo", en inglés cock's tail en adelante pedirían ya no "dracs" sino cocktails.[cita requerida]

### Ferias y eventos culturales
- Feria del Pan: En el mes de marzo.
- Carnaval: Se celebra en el mes de febrero sin fecha definida, desde hace más de 450 años. El carnaval más antiguo del país comienza con el paseo fúnebre y la quema del mal humor, representado este por un muñeco de trapo.[31]
- Feria de San Román: Del 14 al 30 de septiembre. Inicia con la bajada del Cristo Negro de la iglesia del barrio homónimo.
- Feria de San Francisco: Celebrada del 4 al 19 de octubre.
- Festival Internacional Cervantino.
- Festival Cultural del centro histórico: Se realiza en diciembre.
- Expoindustrial.

## Ciudades hermanadas
La ciudad está hermanada con ciudades las siguientes ciudades alrededor del mundo:
- Cartagena de Indias, Colombia.[32]
- Ibiza, España hermanadas en 2004.[33]
- Matanzas, Cuba hermanadas en 2004.[33]
- Quetzaltenango, Guatemala hermanadas en 2011.[33]
- Laredo, Estados Unidos hermanadas en 2011.[33]
- Bacalar, México.[34]
- Tuxtla Gutiérrez, México hermanadas en 2011.[35]
- Veracruz, México.[36]
- San Pedro, Belice.[37]
- Daytona Beach, Estados Unidos.[38]
- Condado de Volusia, Estados Unidos.[38]
- Mobile, Estados Unidos.[39]